# Daniel Willcox
Daniel Willcox (Takapuna, 8 de junio de 1990) es un deportista neozelandés que compitió en vela en la clase 470. Ganó una medalla de plata en el Campeonato Mundial de 470 de 2016.

## Palmarés internacional
| \| Campeonato Mundial \| Campeonato Mundial \| Campeonato Mundial \| Campeonato Mundial \| \| Año \| Lugar \| Medalla \| Clase \| \| ------------------ \| ---------------------- \| ------------------ \| ------------------ \| \| 2016 \| San Isidro (Argentina) \| Medalla de plata \| 470 \| |                        |                  |       |
| Campeonato Mundial |                        |                  |       |
| Año | Lugar                  | Medalla          | Clase |
| 2016 | San Isidro (Argentina) | Medalla de plata | 470   |